# Wesley Hoedt
Wesley Hoedt (Alkmaar, 1994. március 6. –) holland válogatott labdarúgó, posztját tekintve hátvéd, a es-Sabáb játékosa.

## Pályafutása

### Klubcsapatokban
Wesley Hoedt Alkmaarban született, és utánpótlás évei nagy részét ott is töltötte. 2013 decemberében debütált a felnőtt csapatban egy Európa-liga mérkőzésen a görög PAÓK ellen, amely 2–2-es döntetlennel ért véget és Hoedt végig a pályán volt. 2015-ben ingyen szerződött az olasz élvonalbeli SS Lazio együtteséhez. A 2016–2017-es szezon első fordulójában első gólját is megszerezte új csapatában az Atalanta ellen, ahol csapata idegenben nyert 4–3-ra.
2024. augusztus 23-án a szaúdi es-Sabáb csapatába igazolt.

### A válogatottban
2017. március 25-én debütált a nemzeti csapatban, ahol a válogatott 2–0-s vereséget szenvedett Bulgária ellen Razgradban.

## Statisztikái

### Klub
| Szezon                        | Klub               | Bajnokság          | Liga            | Liga  | Kupa            | Kupa  | Nemzetközi      | Nemzetközi | Egyéb           | Egyéb | Összesen        | Összesen |
| Szezon                        | Klub               | Bajnokság          | Pályára lépések | Gólok | Pályára lépések | Gólok | Pályára lépések | Gólok      | Pályára lépések | Gólok | Pályára lépések | Gólok    |
| ----------------------------- | ------------------ | ------------------ | --------------- | ----- | --------------- | ----- | --------------- | ---------- | --------------- | ----- | --------------- | -------- |
| 2013–14                       | AZ                 | Eredivisie         | 2               | 0     | 0               | 0     | 1               | 0          | 0               | 0     | 3               | 0        |
| 2014–15                       | AZ                 | Eredivisie         | 24              | 2     | 3               | 0     | 0               | 0          | 0               | 0     | 27              | 2        |
| Klub összesen                 | Klub összesen      | Klub összesen      | 26              | 2     | 3               | 0     | 1               | 0          | 0               | 0     | 30              | 2        |
| 2015–16                       | Lazio Roma         | Serie A            | 25              | 0     | 2               | 0     | 8               | 1          | 0               | 0     | 35              | 1        |
| 2016–17                       | Lazio Roma         | Serie A            | 23              | 2     | 3               | 1     | 0               | 0          | 0               | 0     | 26              | 3        |
| Klub Összesen                 | Klub Összesen      | Klub Összesen      | 48              | 2     | 5               | 1     | 8               | 1          | 0               | 0     | 61              | 4        |
| Karrierje összesen            | Karrierje összesen | Karrierje összesen | 74              | 4     | 8               | 1     | 9               | 1          | 0               | 0     | 91              | 5        |
| 2017. március 13-án frissítve |                    |                    |                 |       |                 |       |                 |            |                 |       |                 |          |

## Sikerei, díjai
- Lazio
  - Olasz szuperkupa: 2017

## Külső hivatkozások
- Wesley Hoedt (olasz nyelven). sslazio.it. [2017. június 12-i dátummal az eredetiből archiválva]. (Hozzáférés: 2017. június 23.)
- Wesley Hoedt (német nyelven). fussballdaten.de
- Wesley Hoedt adatlapja a Soccerway oldalon (angolul)